# Echo TV
Echo TV – węgierski kanał telewizyjny. Został uruchomiony w 2005 roku.
Stacja zakończyła nadawanie w 2019 roku, kiedy to doszło do jej połączenia z kanałem Hír TV. Wybrane programy z ramówki Echo TV nadaje stacja Hír TV.